# Campeonato Acriano de Basquete
O Campeonato Acriano de Basquete é uma competição realizada entre diversos times de basquete do estado do Acre. A competição é disputada desde 1991, um ano após a fundação da Federação Acreana de Basketball (FEAB).

## Edições do Campeonato Acriano de Basquete Masculino
| Edição | Ano  | Campeão                       | Vice-campeão                          |
| ------ | ---- | ----------------------------- | ------------------------------------- |
| 1ª     | 1991 | Atlético Acreano (Rio Branco) | Associação Real (Rio Branco)          |
| 2ª     | 1992 | Atlético Acreano (Rio Branco) | Associação Real (Rio Branco)          |
| 3ª     | 1993 | desconhecido                  | desconhecido                          |
| 4ª     | 1994 | Juventus (Rio Branco)         | ASA (Rio Branco)                      |
| 5ª     | 1995 | ASA (Rio Branco)              | Juventus (Rio Branco)                 |
| 6ª     | 1996 | Rio Branco (Rio Branco)       | Atlético Acreano (Rio Branco)         |
| 7ª     | 1997 | Atlético Acreano (Rio Branco) | Rio Branco (Rio Branco)               |
| 8ª     | 1998 | Atlético Acreano (Rio Branco) | Rio Branco (Rio Branco)               |
| 9ª     | 1999 | Atlético Acreano (Rio Branco) | Juventus (Rio Branco)                 |
| 10ª    | 2000 | Juventus (Rio Branco)         | Atlético Acreano (Rio Branco)         |
| 11ª    | 2001 | Atlético Acreano (Rio Branco) | Juventus (Rio Branco)                 |
| 12ª    | 2002 | Atlético Acreano (Rio Branco) | Juventus (Rio Branco)                 |
| 13ª    | 2003 | Juventus (Rio Branco)         | Rio Branco (Rio Branco)               |
| 14ª    | 2004 | Juventus (Rio Branco)         | ASA (Rio Branco)                      |
| 15ª    | 2005 | Rio Branco (Rio Branco)       | Uniara (Rio Branco)                   |
| 16ª    | 2006 | Atlético Acreano (Rio Branco) | Juventus (Rio Branco)                 |
| 17ª    | 2007 | desconhecido                  | desconhecido                          |
| 18ª    | 2008 | Rio Branco (Rio Branco)       | Flamengo (Rio Branco)                 |
| 19ª    | 2009 | Rio Branco (Rio Branco)       | Flamengo (Rio Branco)                 |
| 20ª    | 2010 | Uniara (Rio Branco)           | Plácido de Castro (Plácido de Castro) |
| 21ª    | 2011 | Park Fitness (Rio Branco)     | Verona (Tarauacá)                     |
| 22ª    | 2012 | Park Fitness (Rio Branco)     | Verona (Tarauacá)                     |
| 23ª    | 2013 | Park Fitness (Rio Branco)     | Plácido de Castro (Plácido de Castro) |
|        | 2014 | Não realizado                 | Não realizado                         |
| 24ª    | 2015 | Park Fitness (Rio Branco)     | Juventude                             |
| 26ª    | 2016 | Park Fitness (Rio Branco)     | Vasco da Gama (Rio Branco)            |
| 27ª    | 2017 | Pinheiros (Rio Branco)        | Atlético Acreano (Rio Branco)         |

## Títulos por equipe
| Clube             | Cidade            | Títulos                                            | Vices                            |
| ----------------- | ----------------- | -------------------------------------------------- | -------------------------------- |
| Atlético Acreano  | Rio Branco        | 8 (1991, 1992, 1997, 1998, 1999, 2001, 2002, 2006) | 3 (1996, 2000, 2017)             |
| Park Fitness      | Rio Branco        | 5 (2011, 2012, 2013, 2015, 2016)                   | 0                                |
| Juventus          | Rio Branco        | 4 (1994, 2000, 2003, 2004)                         | 5 (1995, 1999, 2001, 2002, 2006) |
| Rio Branco        | Rio Branco        | 4 (1996, 2005, 2008, 2009)                         | 3 (1997, 1998, 2003)             |
| ASA               | Rio Branco        | 1 (1995)                                           | 2 (1994, 2004)                   |
| Uniara            | Rio Branco        | 1 (2010)                                           | 1 (2005)                         |
| Pinheiros         | Rio Branco        | 1 (2017)                                           | 0                                |
| Associação Real   | Rio Branco        | 0                                                  | 2 (1991, 1992)                   |
| Flamengo          | Rio Branco        | 0                                                  | 2 (2008, 2009)                   |
| Plácido de Castro | Plácido de Castro | 0                                                  | 2 (2010, 2013)                   |
| Verona            | Tarauacá          | 0                                                  | 2 (2011, 2012)                   |